# فانامويسا (مقاطعة هييو)
فانامويسا (بالإنجليزية: Vanamõisa, Hiiu County)‏ هي قرية تقع في إستونيا في Emmaste Parish.[بحاجة لمصدر]